# Церковь Сретения Господня (Елец)
Це́рковь Сре́тения Госпо́дня — утраченный православный храм города Елец Липецкой области. Находился на перекрёстке современных улиц Октябрьская и Лермонтова, на месте нынешнего магазина «Пятёрочка»

## История
Закладка нового двухэтажного храма в честь Сретения Господня состоялась 24 июня 1808 года. Тёплая нижняя церковь с тремя иконостасами: во имя Сретения Господня, Введения во храм Пресвятой Богородицы и святого князя Владимира была построена к 1813 году на пожертвования и старанием елецких купцов П. Д. Слепушкина, П. В. Кожина, А. И. Барбашина. Верхняя летняя (холодная) церковь возводилась на пожертвования прихожан старанием ктитора купца Алексея Стефановича Кожухова. Средний престол в честь Казанской иконы Божией Матери освящён в 1821 году, а придельные — святых Константина и Елены (правый) — в 1824 году и святого князя Владимира (левый) — в 1830 году.
Уникальность этой церкви состояла в том, что это был первый в Ельце храм (если не считать соборную церковь Знаменского монастыря), выстроенный целиком в классическом стиле. До этого елецкие церкви носили ярко выраженные черты барочных храмов: небольших, решённых по одному конструктивному принципу бесстолпных храмов — «восьмерик на четверике».

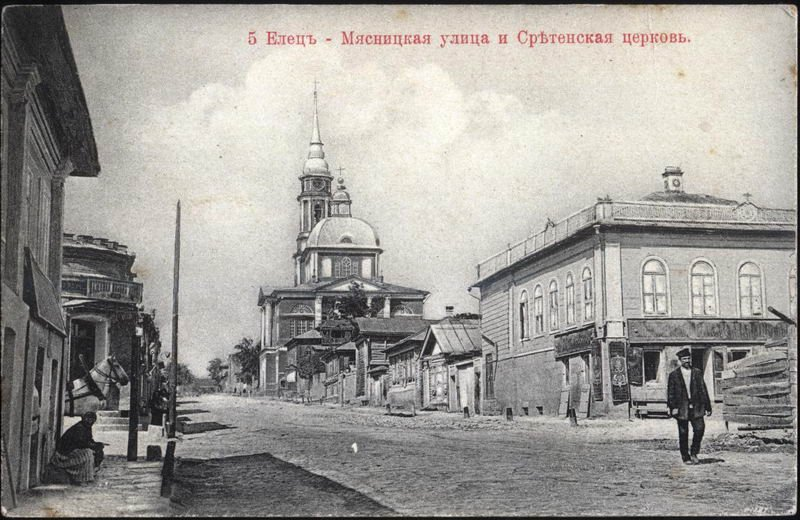
Вид на храм с Мясницкой (ныне Лермонтова) улицы в начале XX века

Большой пожар в Ельце 1848 года частично уничтожил Сретенский храм, от которого остались лишь стены, некоторые спасённые из огня иконы и утварь. Однако вскоре прихожане во главе с ктитором Иваном Григорьевичем Барбашиным приступили к восстановлению церкви. В 1850 году заново освящён главный престол, а уже в 1853 году храм был полностью восстановлен.
Причт храма состоял из двух священников, диакона и двух псаломщиков. Вокруг церкви была сооружена каменная ограда с чугунными решётками. С 1885 года при храме действовала церковно-приходская школа в двухэтажном деревянном здании. На первом этаже здания размещалась церковная караулка.
В 1923 году община Сретенской церкви поддержала обновленческое движение внутри Русской Православной Церкви, однако уже в 1927 году община распалась.
Ввиду неуплаты общиной налогов, договор аренды Сретенской церкви был расторгнут, а 11 апреля 1930 года храм закрыт.
В конце 1930-х — 1940-х годах Сретенский храм подвергся некоторому разрушению: разобраны деревянные междуэтажные перекрытия, полы и печи, сняты двери, частично расхищена кровля.
После войны церковь использовалась как склад, а в трапезной были размещены жилые квартиры.
В 1962 году Сретенский храм намечен к сносу. С 1965 по 1969 годы храм был частично разобран, а в 16 часов 29 июля 1969 года взорван.